# 휴지걸이

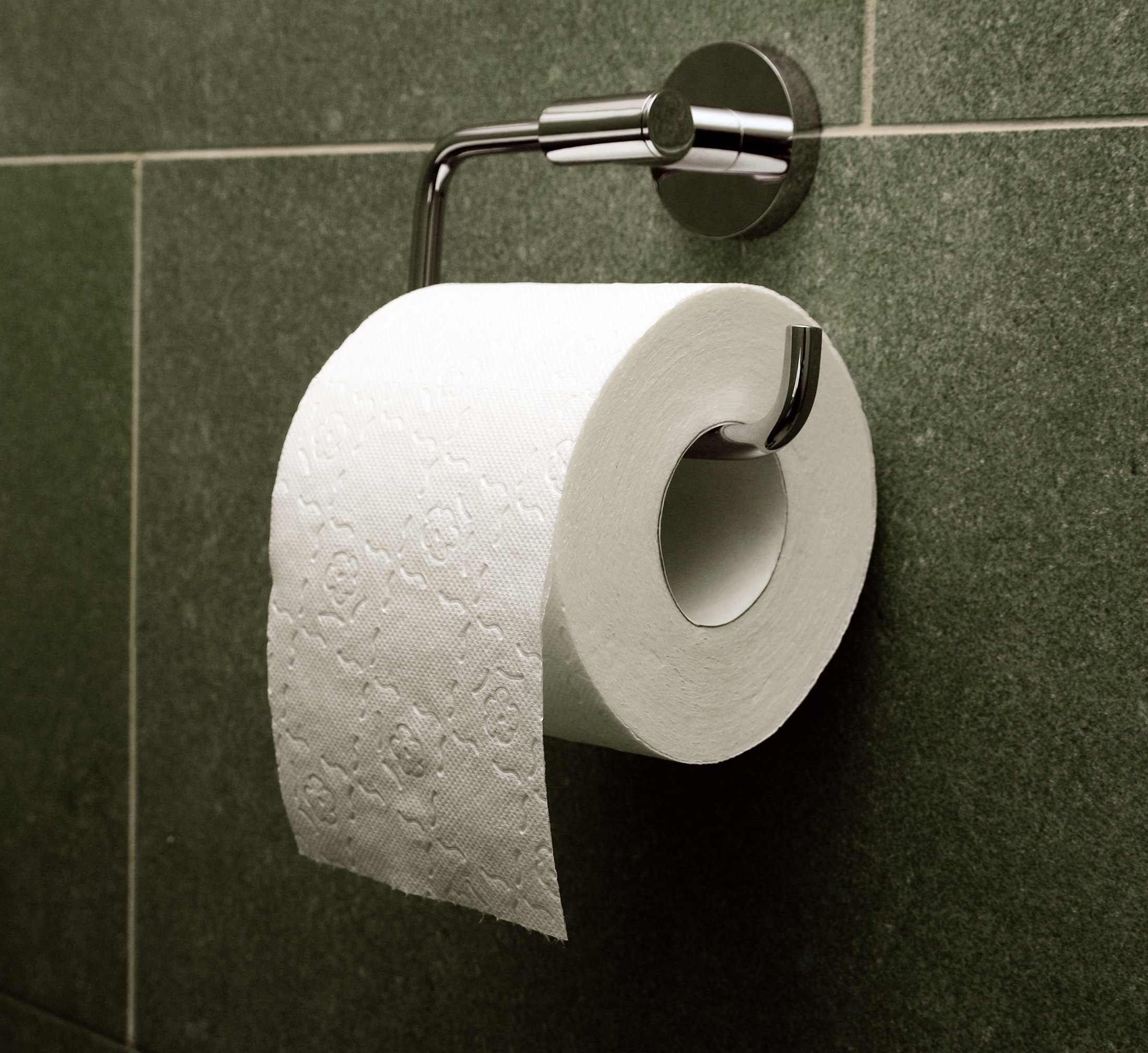
클래식한 가로 축, 벽걸이형 휴지걸이

휴지걸이는 두루마리 휴지를 걸어두는 물건이다. 일반적인 모델로는 벽에 가로로 장착되는 접이식 와이어, 벽에 내장되거나 프레임에 장착되는 두꺼운 축, 또는 받침대에 세워진 독립형 수직 기둥이 있다. 최근에는 공중화장실에 자동으로 휴지를 접고 자르는 자동 휴지걸이가 설치되고 있다.

## 주요 홀더

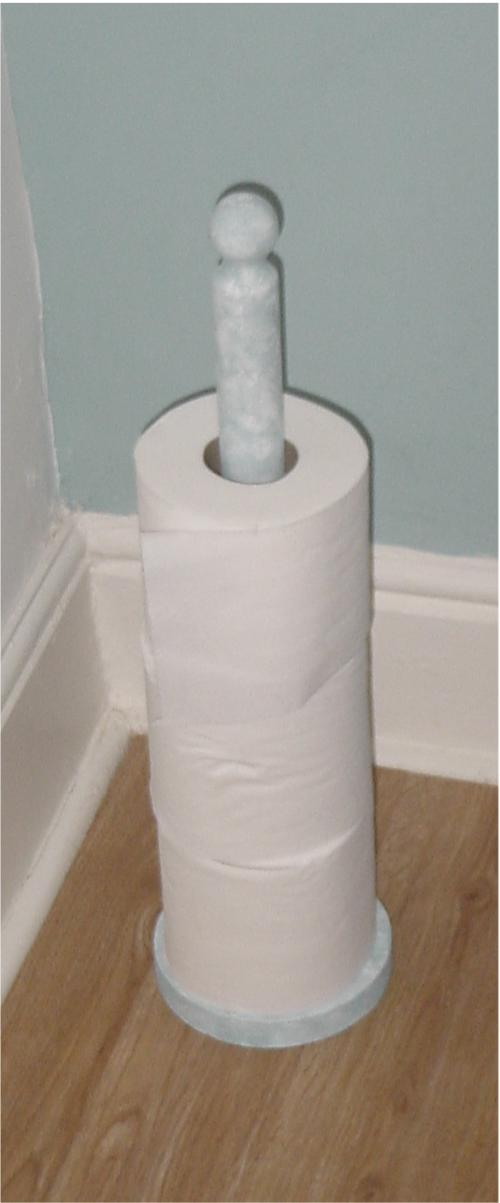
세로 기둥 휴지걸이

가로 축 디자인은 대부분의 가정과 많은 학교에서 사용된다. 마찰력이 낮고 리필하기 쉽기 때문에 사용이 편리하다. 두루마리 휴지 거는 방향을 언급할 때 가장 일반적으로 가정되는 홀더 유형이다.
어떤 홀더는 휴지가 장착된 표면으로부터 고정된 거리에 휴지가 장착되는 반면, 어떤 홀더는 경첩이나 홈에 축이 있어서 휴지가 사용으로 인해 줄어들더라도 움직이고 접촉을 유지할 수 있다. 이러한 디자인은 추가 마찰력을 제공하여 휴지를 쉽게 찢을 수 있도록 한다. 더 정교한 디자인에는 휴지를 덮는 곡선형 가로 플레이트가 포함되어 있어 휴지를 만질 필요가 없으며, 한 손으로 휴지를 쉽게 잡아당길 수 있도록 저항을 만드는 돌출된 가로 돌기가 있다. 이러한 롤 홀더는 언더 및 오버 롤 방향 모두에서 사용할 수 있지만 언더 방향에서는 사용하기 어려울 수 있다.
원래는 교체용 휴지를 보관하기 위한 것이었지만, 세로 기둥은 일부 가정에서 유일한 휴지 홀더가 되었다. 가족 구성원의 주된 사용 손이 다른 가정에서 특히 유용하다. 단점은 다른 종류의 휴지걸이보다 마찰력이 훨씬 많아 사용이 쉽지 않다는 것이다.

## 자동 휴지걸이

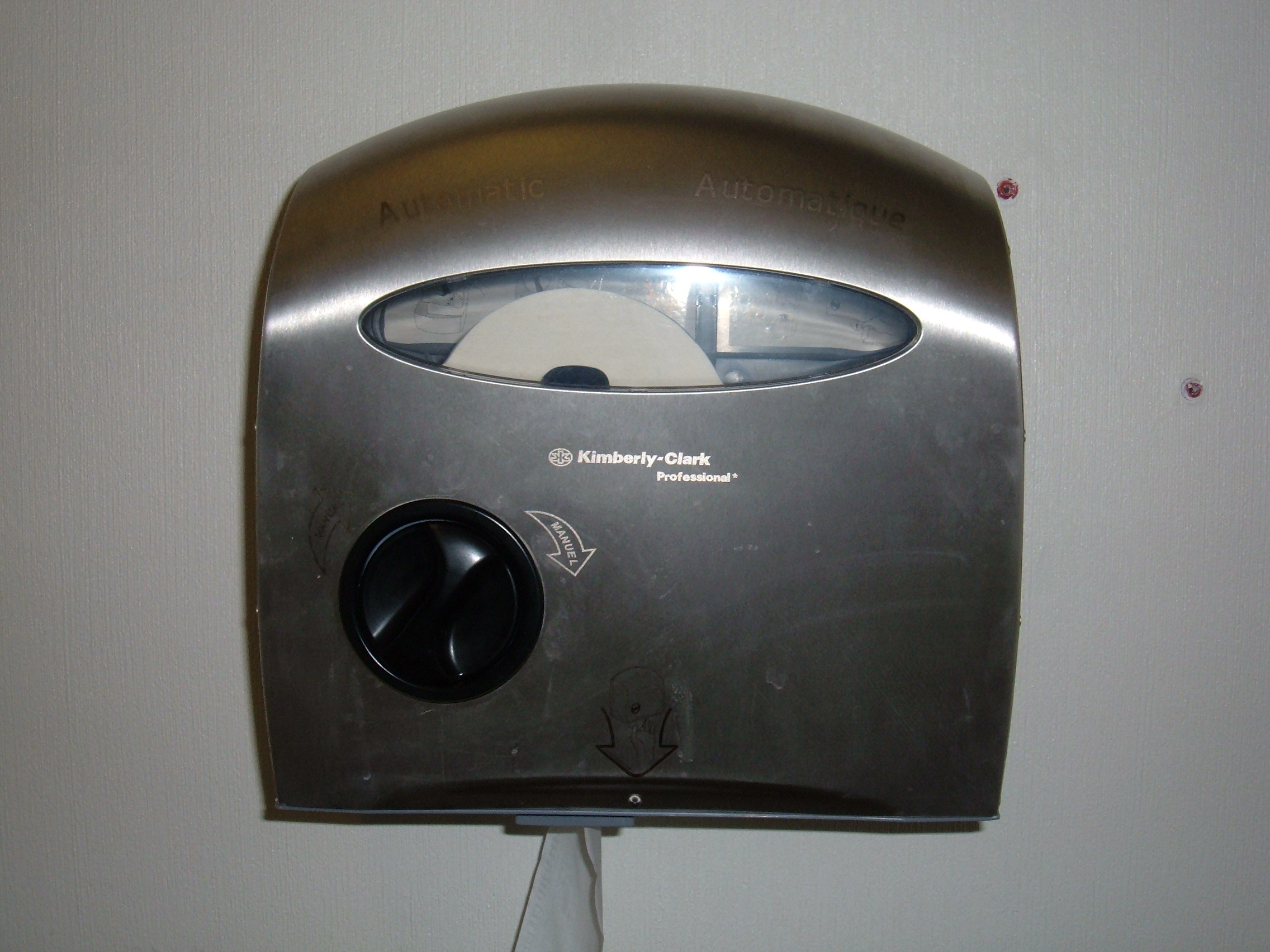
킴벌리-클라크의 자동 휴지걸이, 2008년 1월

자동 휴지걸이는 버튼 또는 센서로 작동하여 두루마리 휴지를 자동으로 접고 자른다. 자동 휴지걸이는 장애가 있는 사용자를 특히 대규모 시설에서 도울 수 있다. 예를 들어 일본 회사 시코쿠의 카미툴(Camitool)은 모션 센서를 사용하여 두루마리 휴지를 배출한다. 2007년에 출시된 킴벌리-클라크의 SCOTT는 모션으로 작동하지만 수동 손잡이도 있다. 그리고 2015년에 소개된 오리후지(OriFuji)는 두루마리 휴지를 자동으로 자르고 깔끔한 삼각형 모양으로 접는다.

## 공중화장실
많은 공중화장실의 홀더는 이용객이 두루마리 휴지를 훔치기 어렵게 설계되었다. 예비 휴지를 잠가두고 현재 사용 중인 휴지가 다 떨어졌을 때만 꺼낼 수 있는 다양한 장치가 고안되었다.
점점 더 많은 공중화장실에 매우 큰 두루마리 휴지를 담는 홀더가 비치되고 있다. 어떤 홀더는 한 롤이 비었을 때 사용자가 롤 1과 롤 2 사이를 전환할 수 있는 접근 도어가 있는 큰 롤 두 개를 담는다. 이는 휴지 재고를 보충하기 위한 청소 서비스 빈도를 줄여 비용을 절감하도록 설계되었다.
많은 화장실, 특히 초등학교에서는 사용자가 대량의 휴지로 변기를 의도적으로 막는 것을 방지하기 위해 소량의 두루마리 휴지만 나오는 휴지걸이가 있다.
코인 작동식 휴지걸이도 개발되었다.

## 방향

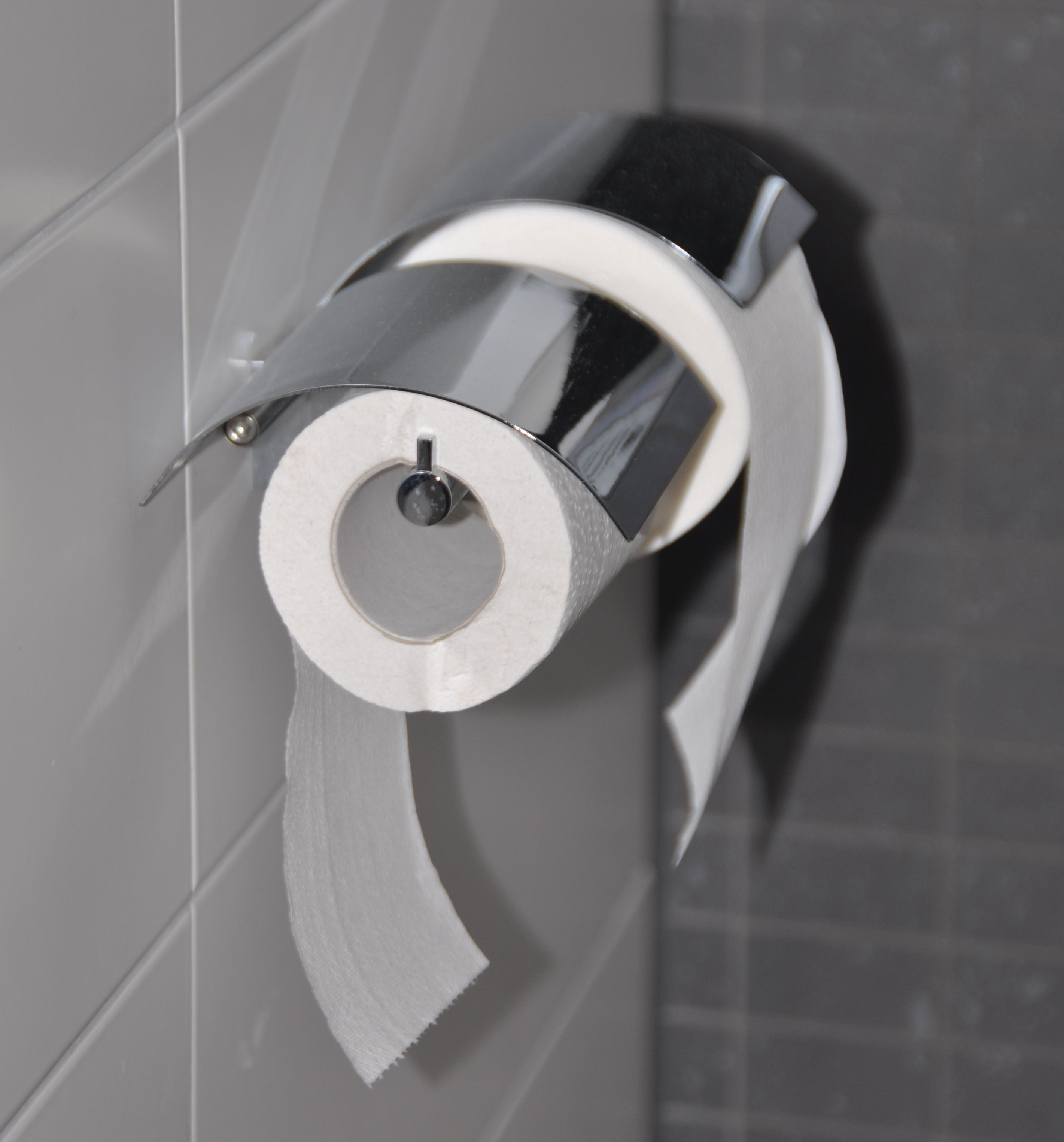
두 개의 휴지 홀더: 가장 가까운 것은 언더 방향, 가장 먼 것은 오버 방향

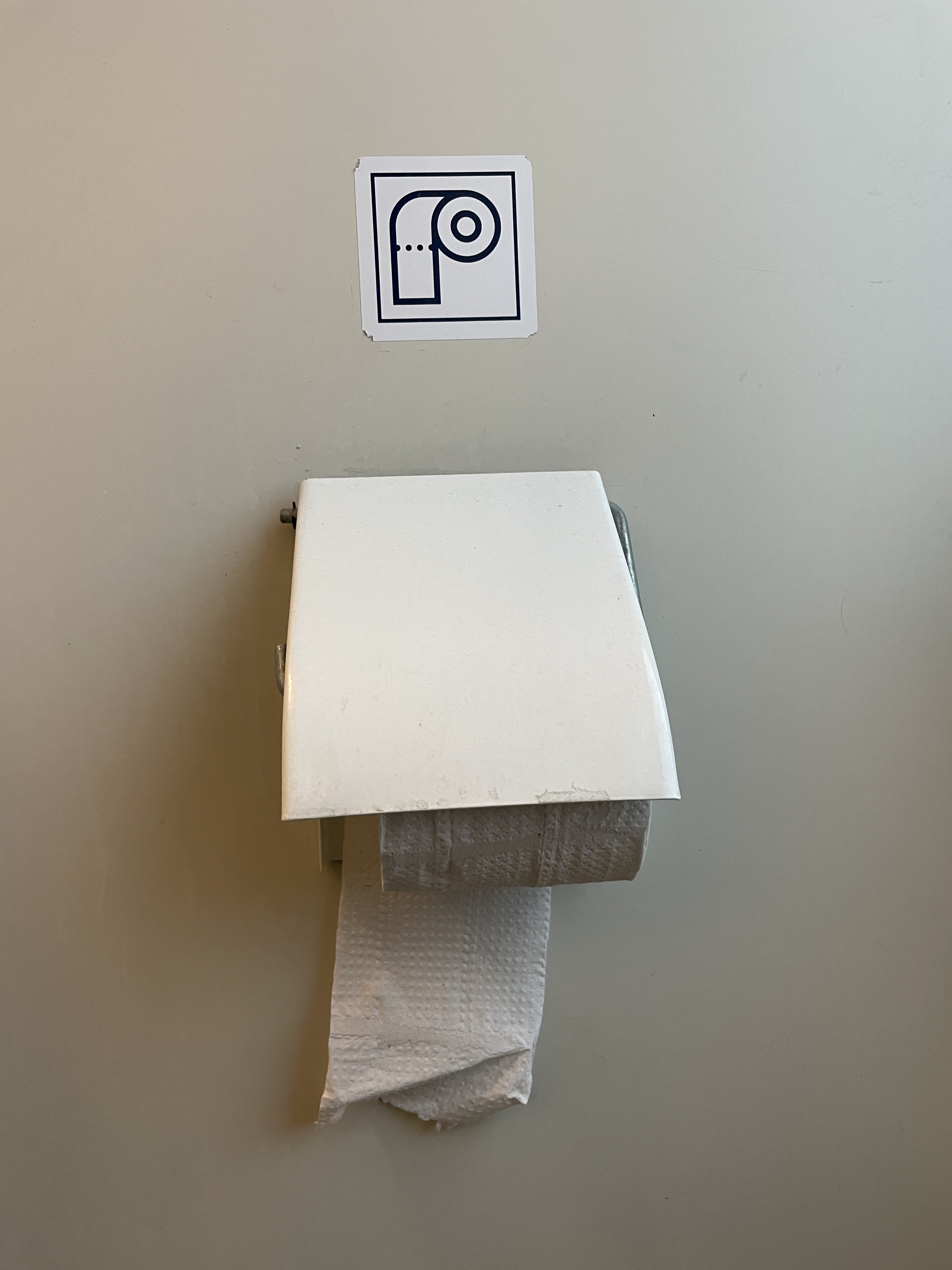
오버 방향 그림문자, 언더 방향 휴지 홀더

일부 휴지걸이는 휴지가 벽과 평행하게 놓일 때 휴지가 롤의 앞(오버) 또는 뒤(언더)로 매달리도록 한다. 이는 어떤 방향이 더 나은지에 대한 의견을 나눈다. 논쟁은 미학, 환대, 청결에서부터 휴지 보존, 시트 분리 용이성, 애완동물과의 호환성에 이르기까지 다양하다. 미국의 조언 칼럼인 애스크 앤 랜더스는 이 주제가 해당 칼럼 역사상 가장 논란이 많은 문제였으며, 1986년에는 15,000통의 편지로 가장 많은 응답을 이끌어냈다고 보도했다. 일부 작가들은 한 방향에 대한 선호가 연령, 성별 또는 정치 철학과 관련이 있을 수 있다고 제안했으며, 설문 조사 증거는 사회 경제적 지위와의 상관 관계를 보여주었다.
사람들이 두루마리 휴지를 특정 방식으로 거는 이유로 가장 많이 언급하는 이유는 잡기 쉽고 습관 때문이다. 각 방향의 특정 이점에는 다음이 포함된다. 오버 방식으로 걸면 너클로 벽이나 캐비닛을 실수로 스칠 위험이 줄어들어 오물과 세균이 옮겨지는 것을 막을 수 있다. 헐거운 끝을 시각적으로 찾고 잡기가 더 쉬워진다. 방이 청소되었음을 보여주기 위해 마지막 시트를 접을 수 있는 옵션을 제공한다. 그리고 일반적으로 제조업체의 브랜드가 보여지는 의도된 방향이므로 패턴이 있는 두루마리 휴지는 이 방식으로 더 잘 보인다.
언더 방향은 헐거운 끝이 시야에서 더 잘 숨겨져 있어 더 깔끔한 외관을 제공한다. 유아나 고양이와 같은 집 애완동물이 롤을 두드리면서 두루마리 휴지를 풀 위험을 줄인다. 그리고 레저용 차량에서는 운전 중 풀림을 줄일 수 있다. 지지자들은 각 방법이 천공 시트 경계에서 두루마리 휴지를 찢기 더 쉽게 만든다고 주장했다.
다양한 설문 조사에서 약 70%의 사람들이 오버 방향을 선호한다. 미국인 1,000명을 대상으로 한 설문 조사에서 코튼넬은 "오버" 지지자가 "언더" 지지자보다 롤 방향을 더 잘 알아차리고(74%), 방향이 틀리면 짜증을 내고(24%), 친구 집에서 방향을 바꾼 경험이 더 많다고(27%) 밝혔다. W. C. 프리비의 오리지널 욕실 동반자 2호에 따르면 "4대 1 이상의 비율로 노인들은 두루마리 휴지가 앞으로 나오도록 하는 것을 선호한다." 제임스 버클리의 욕실 동반자 50세 이상에게도 같은 주장이 있다. 두루마리 휴지 방향은 때때로 결혼한 부부에게 장애물로 언급되기도 한다. 이 문제는 사업체와 공공장소에서도 발생할 수 있다. 남극의 아문센-스콧 기지에서는 두루마리 휴지를 어떤 방향으로 설치해야 하는지에 대한 불만이 제기되었다. 어느 방향이 다른 방향보다 더 경제적인지는 분명하지 않다. 센트럴리안 어드보케이트는 플래닛 그린의 주장을 인용하여 오버 방식이 휴지 사용량을 절약한다고 밝혔다.
오버 또는 언더 방향 문제를 피하는 다양한 휴지걸이가 있다. 예를 들어, 단일 시트 휴지걸이, 두루마리 휴지가 벽에 수직인 점보 롤 휴지걸이, 그리고 트윈 롤 휴지걸이가 있다. 종이를 양쪽 방향으로 풀 수 있는 회전식 휴지걸이가 개발되었다.